# Concorso internazionale di canto Bidu Sayão
Il Concorso internazionale di canto Bidu Sayão è una competizione canora, per cantanti lirici, che si tiene a Belo Horizonte in Brasile in memoria del più grande soprano brasiliano, Bidu Sayão. Essa è una gara per giovani cantanti lirici di ogni nazionalità, limitata ad un massimo di età. Il concorso è suddiviso per voci maschili e voci femminili ed è il più importante di questo genere in America Latina.
I premi vengono assegnati da una giuria internazionale composta da famosi artisti scelti fra direttori d'orchestra, direttori artistici di importanti teatri d'opera e musicologi. Il Concorso venne istituito nel 1999 da Cleber Papa, produttore di teatro d'opera, che è l'attuale presidente.

## Elenco dei vincitori
| Nome                       | Voce                  | Nazione       | Premio                                          | Anno e Luogo         |
| -------------------------- | --------------------- | ------------- | ----------------------------------------------- | -------------------- |
| Eduardo Itaborahy          | tenore                | Brasile       | 1st Prize                                       | 2000, Belém do Pará  |
| Daniel Lee                 | baritono              | Corea         | 2nd Prize                                       | 2000, Belém do Pará  |
| João Augusto O' de Almeida | tenore                | Brasile       | 3rd Prize                                       | 2000, Belém do Pará  |
| Gabriella Pace             | soprano               | Italia        | 1st Prize                                       | 2000, Belém do Pará  |
| Marilda Costa              | soprano               | Brasile       | 2nd Prize                                       | 2000, Belém do Pará  |
| Alpha de Oliveira          | soprano               | Brasile       | 3rd Prize                                       | 2000, Belém do Pará  |
| Orival Bento Gonçalves     | basso                 | Brasile       | Primo Premio                                    | 2001, Belém do Pará  |
| Manuel Alvares             | baritono              | Brasile       | Secondo Premio                                  | 2001, Belém do Pará  |
| André Vidal                | tenore                | Brasile       | Terzo Premio                                    | 2001, Belém do Pará  |
| Carmen Monarcha            | soprano               | Brasile       | Primo Premio                                    | 2001, Belém do Pará  |
| Marília Vargas             | soprano               | Brasile       | Secondo Premio                                  | 2001, Belém do Pará  |
| Lílian Souza Assumpção     | soprano               | Brasile       | Terzo Premio                                    | 2001, Belém do Pará  |
| Rodolfo Giugliani          | baritono              | Brasile       | Primo Premio                                    | 2002, Belém do Pará  |
| Miguel Geraldi             | tenore                | Brasile       | Secondo Premio                                  | 2002, Belém do Pará  |
| Federico Sanguinetti       | baritono              | Uruguay       | Quarto Posto                                    | 2002, Belém do Pará  |
| Flávio Mathias             | basso                 | Brasile       | Quinto Posto                                    | 2002, Belém do Pará  |
| Denise de Freitas          | mezzosoprano          | Brasile       | Secondo Premio                                  | 2002, Belém do Pará  |
| Lys Nardoto                | soprano               | Brasile       | Terzo Premio                                    | 2002, Belém do Pará  |
| Guiomar Milan              | soprano               | Brasile       | Quarto Posto                                    | 2002, Belém do Pará  |
| Ewandro Cruz Stenzowski    | tenore                | Brasile       | Premio "Estímulo"                               | 2002, Belém do Pará  |
| Luciano Botelho            | tenore                | Brasile       | Premio "Estímulo"                               | 2002, Belém do Pará  |
| Homero Velho               | baritono              | Brasile       | Premio Audience                                 | 2002, Belém do Pará  |
| Guilherme Pires Rosa       | baritono              | Brasile       | Primo Premio                                    | 2003, Belém do Pará  |
| Leonardo Pace              | baritono              | Brasile       | Secondo Premio                                  | 2003, Belém do Pará  |
| Carlos Rodríguez           | baritono              | Brasile       | Terzo Premio                                    | 2003, Belém do Pará  |
| Adriana Clis               | mezzosoprano          | Brasile       | Primo Premio                                    | 2003, Belém do Pará  |
| Helen Donaldson            | soprano               | Australia     | Secondo Premio & Premio Audience                | 2003, Belém do Pará  |
| Rosana Marcela Schiavi     | soprano               | Argentina     | Terzo Premio                                    | 2003, Belém do Pará  |
| Felipe Oliveira            | baritono              | Brasile       | Premio "Revelação" (Rivelazione)                | 2003, Belém do Pará  |
| Leniza Menna Barreto       | soprano               | Brasile       | Premio "Estímulo"                               | 2003, Belém do Pará  |
| Madalena Aliverti          | soprano               | Brasile       | Borsa di studio “Maria Helena Coelho Cardoso”   | 2003, Belém do Pará  |
| Bruno Ribeiro              | tenore                | Portogallo    | Primo Premio                                    | 2004, Belém do Pará  |
| David Marcondes            | baritono              | Brasile       | Secondo Premio                                  | 2004, Belém do Pará  |
| Marcos Liesenberg          | tenore                | Brasile       | Terzo Premio                                    | 2004, Belém do Pará  |
| Luciana Melamed            | soprano               | Brasile       | Primo Premio                                    | 2004, Belém do Pará  |
| Sandra Medeiros            | soprano               | Portogallo    | Secondo Premio                                  | 2004, Belém do Pará  |
| Virgínia Cavalcanti        | mezzosoprano          | Brasile       | Premio Audience & Premio "Canção"               | 2004, Belém do Pará  |
| Alexander de Paula         | baritono              | Brasile       | Premio "Estímulo"                               | 2004, Belém do Pará  |
| Thiago Arancam             | tenore                | Brasile       | Premio "Revelação" (Rivelazione)                | 2004, Belém do Pará  |
| Luciana Melamed            | soprano               | Brasile       | Premio "Orquestra Unisinos"                     | 2004, Belém do Pará  |
| Antônio Wilson             | tenore                | Brasile       | Borsa di studio “Maria Helena Coelho Cardoso”   | 2004, Belém do Pará  |
| Marconi Araújo             | controtenore          | Brasile       | Primo Premio & Premio "Revelação" (Rivelazione) | 2005, Belém do Pará  |
| Geilson Santos             | tenore                | Brasile       | Terzo Premio                                    | 2005, Belém do Pará  |
| Bárbara Llanes             | soprano               | Cuba          | Secondo Premio                                  | 2005, Belém do Pará  |
| Cláudia Azevedo            | soprano               | Brasile       | Terzo Premio                                    | 2005, Belém do Pará  |
| Giancarlo Barbieri         | tenore                | Brasile       | Premio Audience                                 | 2005, Belém do Pará  |
| Manuela Freua              | soprano               | Brasile       | Premio "Estímulo" & Premio "Canção"             | 2005, Belém do Pará  |
| Phoenix Luz                | soprano               | Brasile       | Premio per il più giovane cantante              | 2005, Belém do Pará  |
| Diana Daniel               | mezzosoprano          | Brasile       | Premio Speciale della Giuria                    | 2005, Belém do Pará  |
| Ji-Min Park                | tenore                | Corea del Sud | Primo Premio                                    | 2006, Belém do Pará  |
| Leonardo Neiva             | baritono              | Brasile       | Secondo Premio & Premio "Canção"                | 2006, Belém do Pará  |
| David Marcondes            | baritono              | Brasile       | Terzo Premio & Premio Audience                  | 2006, Belém do Pará  |
| Maria Luisa Freitas        | mezzosoprano          | Portogallo    | Primo Premio                                    | 2006, Belém do Pará  |
| Vanessa Bertolini          | soprano               | Brasile       | Secondo Premio                                  | 2006, Belém do Pará  |
| Maira Lautert              | soprano               | Brasile       | Terzo Premio                                    | 2006, Belém do Pará  |
| Nadja Sousa                | soprano               | Brasile       | Premio "Revelação" (Rivelazione)                | 2006, Belém do Pará  |
| Isabela Santos             | soprano               | Brasile       | Premio per il più giovane cantante              | 2006, Belém do Pará  |
| Antonio Wilson             | tenore                | Brasile       | Premio "Estímulo"                               | 2006, Belém do Pará  |
| Yuri Jaruskevicius         | baritono              | Brasile       | Secondo Premio                                  | 2008, Belo Horizonte |
| Boris Azarian              | basso-baritono        | Brasile       | Terzo Premio                                    | 2008, Belo Horizonte |
| Ariadne Oliveira           | mezzosoprano          | Brasile       | Secondo Premio & Premio "Canção"                | 2008, Belo Horizonte |
| Carla Domingues            | soprano di coloratura | Brasile       | Terzo Premio                                    | 2008, Belo Horizonte |
| Carlos Eduardo Vieira      | baritono              | Brasile       | Premio Audience maschile                        | 2008, Belo Horizonte |
| Carolina Rennó             | mezzosoprano          | Brasile       | Premio Audience femminile                       | 2008, Belo Horizonte |
| Bianca Pignataro           | soprano               | Brasile       | Premio "Estímulo"                               | 2008, Belo Horizonte |
| Cristiano Rocha            | basso baritono        | Brasile       | Miglior interprete d'arie d'opera maschile      | 2008, Belo Horizonte |
| Ludmilla Bauerfeldt        | soprano               | Brasile       | Miglior interprete d'arie d'opera femminile     | 2008, Belo Horizonte |